# Jean Rougerie
Jean Rougerie (* 9. März 1929 in Neuilly-sur-Seine; † 25. Januar 1998 in Ivry-sur-Seine) war ein französischer Schauspieler.

## Leben
Rougerie ist der Vater der beiden Schauspieler Isabelle Rougerie und Sylvain Rougerie. Er starb 1998 an einem Herzinfarkt und seine Asche wurde auf dem Pariser Friedhof Thiais bestattet. Seit 1957 war er in mehr als 100 Film- und Fernsehproduktionen zu sehen.

## Filmographie (Auswahl)
- 1947: Monsieur Vincent
- 1959: Le Bossu
- 1959: Mit dem Kopf gegen die Wände (La Tête contre les murs)
- 1962: Comment réussir en amour
- 1969: S.O.S. fréquence 17
- 1971: Aubrac-City feuilleton télévisé de Jean Pignol
- 1972: Les Boussardel
- 1974: Maigret: Maigret und die kopflose Leiche (Les Enquêtes du commissaire Maigret: Maigret et le corps sans tête)
- 1974: Lacombe, Lucien (Lacombe Lucien)
- 1974: Das Gespenst der Freiheit (Le Fantôme de la liberté)
- 1975: On a retrouvé la septième compagnie
- 1975: Wenn das Fest beginnt … (Que la fête commence...)
- 1976: Le Jour de gloire
- 1976: Servante et maîtresse
- 1976: Au théâtre ce soir: Sacrés Fantômes
- 1976: Nick Verlaine ou Comment voler la Tour Eiffel
- 1977: Die Nächte von St. Germain (La Nuit de Saint-Germain-des-Prés)
- 1977: Marschier oder stirb (Il était une fois la légion)
- 1977: Staatsraison (La Raison d’État)
- 1978: Die letzte Ausgabe (Judith Therpauve)
- 1978: Frau zu verschenken (Préparez vos mouchoirs)
- 1979: Den Mörder trifft man am Buffet (Buffet froid)
- 1979: Der Polizeikrieg (La guerre des polices)
- 1979: Die Schlafmütze (Bête, mais discipliné)
- 1978: L’Équipage
- 1979: Avoir été
- 1980: Gib mir meine Haut zurück (Rendez-moi ma peau)
- 1980: Zärtliche Cousinen (Tendres cousines)
- 1980: T’inquiète pas, ça se soigne
- 1980: Voulez-vous un bébé Nobel?
- 1981: Wahl der Waffen (Le Choix des armes)
- 1981: Feuer und Flamme (Tout feu, tout flamme)
- 1981: Julien Fontanes, magistrat
- 1981: Au théâtre ce soir: La Quadrature du cercle
- 1982: Les Cinq Dernières Minutes
- 1982: Stern des Nordens (L’Étoile du Nord)
- 1982: On s’en fout, nous on s’aime
- 1983: Prends ton passe-montagne, on va à la plage
- 1983: Édith et Marcel
- 1983: Kopfjagd – Preis der Angst (Le Prix du danger)
- 1983: Attention, une femme peut en cacher une autre!
- 1983: Der schöne Schein des Reichtums (Signes extérieurs de richesse)
- 1984: American dreamer
- 1984: Gwendoline
- 1984: Les Cavaliers de l’orage
- 1984: Pinot – Gendarm und Herzensbrecher (Pinot simple flic)
- 1985: Meilensteine des Lebens (Tranches de vie)
- 1985: James Bond 007 – Im Angesicht des Todes (A View to a Kill)
- 1985: Scout toujours...
- 1986: Die Liebe der Florence Vannier (L’État de grâce)
- 1986: Sommer ’36 (L’Été 36)
- 1987: Les Cinq Dernières Minutes
- 1987: Scheidung auf französisch (Club de rencontres)
- 1987: Das Wunder des Papu (Le Miraculé)
- 1987: Liebe ist kein Beweis (Preuve d’amour)
- 1988: Corps z’à corps
- 1988–1991: Vivement lundi!
- 1989: L’Invité surprise
- 1990: Der Ruhm meines Vaters (La Gloire de mon père)
- 1990: Merci la vie
- 1990: Dallas (Fernsehserie)
- 1991: Le Fils du Mékong
- 1992: Die Abenteuer des jungen Indiana Jones (The Young Indiana Jones Chronicles, Fernsehserie, 1 Folge)
- 1992: Julie Lescaut (Fernsehserie, 1 Folge)
- 1993: Regarde-moi quand je te quitte
- 1993: Die dreifache Locke (Chacun pour toi)
- 1994: Venins (In the Eye of the Snake)
- 1995: Les Cordier juge et flic
- 1996: Sa femme à moi